# رگ خواب (آلبوم محسن یگانه)
رگ خواب نام دومین آلبوم رسمی محسن یگانه است. این آلبوم در ۲۰ مردادماه سال ۱۳۸۹ به بازار عرضه شد. در رگ خواب مانند آلبوم نفس‌های بی هدف، همهٔ ترانه‌ها و ملودی‌ها (به جز یک قطعه) از محسن یگانه است. ملودی قطعهٔ «بمون» برگرفته از قطعهٔ Dayan اثر Karahan Ceyhan می‌باشد. این بار در میان تنظیم کننده‌ها علاوه بر شهاب اکبری و خود یگانه، نام «علی ثابت» هم به چشم می‌خورد. آهنگسازی قطعات آلبوم توسط محسن یگانه انجام شده و تمام ترانه‌ها نیز توسط وی سروده شده‌اند. رگ خواب اتفاقی جریان‌ساز در موسیقی ایران بود. قطعه سکوت از نظر مخاطبان و نیز اهالی موسیقی به عنوان بهترین موزیک سال ۸۹ انتخاب شد. خوانندهٔ ترکیه‌ای به نام Levent Azer آهنگ (ملودی) قطعهٔ سکوت را کاور کرد و با نام Sapladi Kalbime پخش کرد.

## فهرست ترانه‌ها
| شماره | نام                | سراینده    | آهنگساز        | تنظیم‌کننده | مدت  |
| ----- | ------------------ | ---------- | -------------- | ---------- | ---- |
| ۱.    | «سکوت»             | محسن یگانه | محسن یگانه     | محسن یگانه | ۳:۳۳ |
| ۲.    | «دوراهی»           | محسن یگانه | محسن یگانه     | شهاب اکبری | ۳:۴۴ |
| ۳.    | «آدمها»            | محسن یگانه | محسن یگانه     | محسن یگانه | ۳:۲۹ |
| ۴.    | «رگ خواب»          | محسن یگانه | محسن یگانه     | شهاب اکبری | ۴:۴۸ |
| ۵.    | «من تو رو کم دارم» | محسن یگانه | محسن یگانه     | محسن یگانه | ۳:۳۸ |
| ۶.    | «ضربان معکوس»      | محسن یگانه | محسن یگانه     | علی ثابت   | ۵:۱۰ |
| ۷.    | «نباشی»            | محسن یگانه | محسن یگانه     | محسن یگانه | ۳:۵۱ |
| ۸.    | «عذاب»             | محسن یگانه | محسن یگانه     | شهاب اکبری | ۴:۳۲ |
| ۹.    | «بمون»             | محسن یگانه | Karahan Ceyhan | علی ثابت   | ۴:۴۴ |
| ۱۰.   | «حافظه ضعیف»       | محسن یگانه | محسن یگانه     | شهاب اکبری | ۴:۲۵ |
| ۱۱.   | «دوراهی (بیکلام)»  |            | محسن یگانه     | شهاب اکبری | ۳:۴۳ |